# Комон (Арјеж)
Комон (фр. Caumont) је насељено место у Француској у региону Миди Пирене, у департману Арјеж.
По подацима из 2011. године у општини је живело 311 становника, а густина насељености је износила 33,73 становника/km².

## Демографија
| 1962. | 1968. | 1975. | 1982. | 1990. | 2011. |
| ----- | ----- | ----- | ----- | ----- | ----- |
| 285   | 292   | 250   | 255   | 287   | 311   |